# 保土ケ谷警察署
保土ケ谷警察署（ほどがやけいさつしょ）は、神奈川県警察が管轄する警察署の一つである。
横浜市警察部隷下、第二方面に属する中規模警察署であり、署長は警視。識別章所属表示はND。
管轄区域は横浜市の中央に位置し、古くから東海道の宿場町・保土ヶ谷宿として栄えた居住人口およそ21万人の横浜市保土ケ谷区全域で、多数の主要幹線道路が交差する、交通の要所である。
年始には毎年恒例の箱根駅伝が開催され、署員総出で沿道警備に当たっている。
他の神奈川県警察施設として、管轄内には各種大会・検定・訓練等が行われる神奈川県警察武道館が存在する。

## 所在地
- 横浜市保土ケ谷区川辺町2番地の7
  - 最寄駅：相鉄本線 星川駅

## 管轄区域
- 横浜市保土ケ谷区
  - 管轄面積：21.81km2

## 沿革
- 1878年2月　横浜堺警察署保土ケ谷分署を開設。
- 1910年　神奈川警察署巡査部長派出所を開設。
- 1916年4月　警部補派出所に昇格。
- 1919年8月　神奈川警察署から戸部警察署に管轄が変更。
- 1923年11月　戸部警察署保土ケ谷分署に昇格。
- 1926年5月　保土ケ谷警察署に昇格。
- 1939年10月1日　川和警察署から、保土ケ谷区に編入された旧都筑郡の地域が移管される。
- 1948年3月7日　警察法の公布に伴い、自治体警察として横浜市警察が発足。横浜市保土ケ谷警察署となる。
- 1955年7月1日　神奈川県警察が横浜市警察を統合。神奈川県保土ケ谷警察署となる。
- 1968年5月13日　現在地に移転。
- 1969年4月1日　保土ケ谷区に移管された上菅田町・新井町を管轄区域に加える。
- 1972年4月1日　管轄区域のうち、横浜市旭区を新設された旭警察署に移管。
- 1999年3月　現庁舎が完成。

## 組織
署員数200名以上
- 署長（警視）
- 副署長（警視）
- 地域担当次長（警視）
- 警務課 - 警務係、住民相談係
- 留置管理課（平成28年度新設） - 管理係
- 会計課 - 会計係
- 生活安全課 - 防犯少年係、経済保安係
- 地域第一課 - 地域企画係、地域係
- 地域第二課 - 地域係
- 地域第三課 - 地域係

（警ら用無線自動車3台、小型警ら車2台）
- 刑事課 - 刑事総務係、強行犯係、知能犯係、盗犯係、鑑識係、組織犯罪対策係
- 交通課 - 交通総務係、交通捜査係、交通指導係
- 警備課 - 公安係、外事係

（10課体制）
※「神奈川県警察の組織に関する規則（昭和44年公安委員会規則第2号）」を参考にした。

## 交番
- 岩間町交番　保土ケ谷区岩間町二丁目124番地
- 保土ヶ谷橋交番　保土ケ谷区保土ケ谷町一丁目1番地
- 和田町交番　保土ケ谷区和田二丁目13番4号
- 星川交番　保土ケ谷区星川二丁目3番1号
- 両郡橋交番　保土ケ谷区上星川三丁目6番2号
- 西谷交番　保土ケ谷区西谷一丁目1番1号
- 岡沢町交番　保土ケ谷区岡沢町170番地
- 元町橋交番　保土ケ谷区狩場町154番地1
- 花見台交番　保土ケ谷区花見台4番1号
- 上菅田交番　保土ケ谷区上菅田町951番地20

### 廃止された交番
- 宮田町交番　保土ケ谷区宮田町三丁目320番地5 - 隣接の交番と統合することにより、2024年3月末で廃止[1][2]。

## 駐在所
- 今井町駐在所　保土ケ谷区今井町596番地5
- 川島町駐在所　保土ケ谷区川島町1220番地
- 新桜ヶ丘駐在所　保土ケ谷区新桜ヶ丘二丁目37番1号

## 自動車ナンバー自動読取装置（Nシステム）
- 保土ケ谷区西久保町（国道1号）
- 保土ケ谷区狩場町（国道1号）
- 保土ケ谷区岡沢町（国道1号）
- 保土ケ谷区峰岡町2丁目（国道16号）
- 保土ケ谷区境木町（環状2号）
- 保土ケ谷区権太坂2丁目（一般市道）